# جوشوا كين
جوشوا كين (بالإنجليزية: Joshua Cain)‏ هو منتج أسطوانات وعازف قيثارة أمريكي، ولد في 31 يوليو 1976.